# Wimpffen (Adelsgeschlecht)

Wappen der Grafen von Wimpffen 1797

Wimpffen (auch Grafen von Wimpffen, Wimpfen oder Hermann, Heereman von Wimpffen) ist der Name eines ursprünglich württembergischen Adelsgeschlechts, dessen Mitglieder hohe militärische Ränge im französischen und österreichischen Heer einnahmen.

## Geschichte
Die Familie von Wimpffen hieß ursprünglich Heermann und war in Wimpfen am Neckar, in Haguenau (Elsass), Augsburg und Nürnberg ansässig; sie nannte sich nach ihrer ursprünglichen Heimat „von Wimpfen“. Dominik Heermann, Bürger zu Nürnberg, erlangte 1555 einen kaiserlichen Wappenbrief. Seine Enkel Johann Friedrich (* 1581) und Johann Dietrich (* 1583) wurden im Jahre 1658 in den Reichsadelstand erhoben, welcher durch Kaiser Joseph II. (1741–1790) im Jahr 1781 bestätigt wurde. Beide Enkel sind die Begründer der nachfolgenden Hauptlinien.

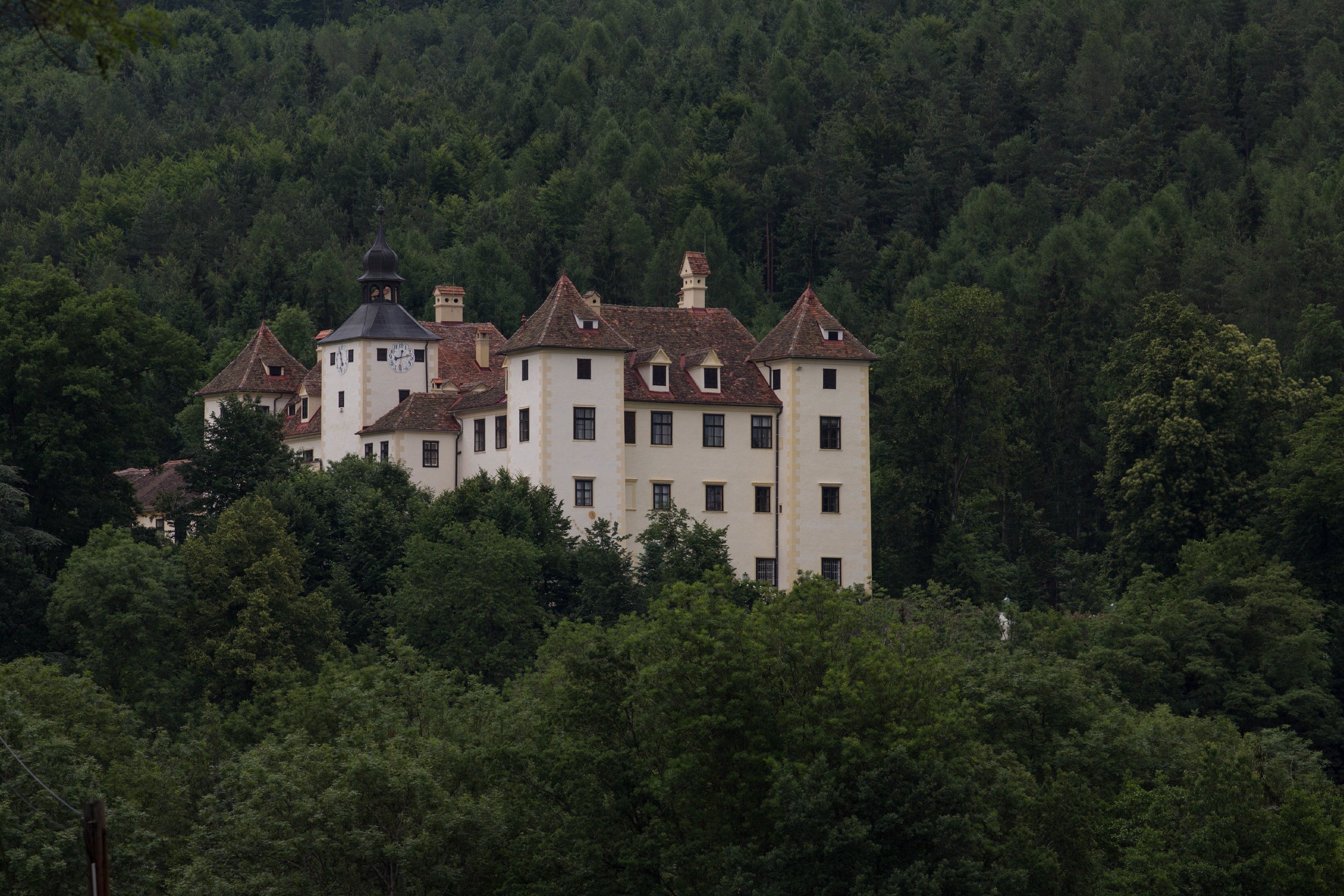
Schloss Kainberg, Steiermark

Franz Karl Eduard von Wimpffen (* 1776; † 1842) war württembergischer Generalmajor und wurde von Kaiser Franz II. am 8. April 1797 in den Grafenstand erhoben. 1841 erwarb er Schloss Kainberg bei Graz, das der Familie bis heute gehört.
Oberhaupt der ersten Linie, des Johann-Friedrich-Stammes, war der Freiherr Friedrich Ferdinand Franz von Wimpffen (* 31. März 1805). Dieser stand in königlich dänischen Forstdiensten, wobei dieser Zweig im 19. Jahrhundert im Mannesstamm erloschen ist.
Die zweite Linie (auch elsässische Linie genannt), der Johann-Dietrich-Stamm, teilte sich später bedingt durch die vier Söhne – Stanislaus, Franz Ludwig, Georg und Felix – des Johann Georg von Wimpffen (1689–1767), in vier Familienzweige. Die Zweige leben noch heute in Österreich, Deutschland und in den Vereinigten Staaten.

## Wappen
Blasonierung: Das Grafenwappen derer von Wimpffen von 1787 zeigt in Rot auf grünem Grunde ein aufrechter, silberner, gekrönter Widder [in einer anderen Versionen als Lamm deklariert] mit goldenen Klauen und Hörnern, mit den Vorderfüßen ein goldenes Kreuz tragend; auf dem Schild ruhet die Grafenkrone, darüber ein gekrönter Helm aus dem der Widder des Schildes zwischen zwei mit goldenen Blättern umhängten, roten Büffelhörnern emporwächst; die Helmdecken sind rot und silbern.

## Bekannte Namensträger
- Alexandre-Stanislas de Wimpffen (1748–1819), französischer Autor und Reiseschriftsteller
- Carl Wilhelm Anton von Wimpffen (1802–1839), dänischer Hardesvogt der Wiesharde
- Emanuel Félix de Wimpffen (1811–1884), französischer General deutscher Abstammung
- Felix von Wimpffen (General) (1744–1814), französischer General
- Felix von Wimpffen (Diplomat) (1827–1882), österreichischer Diplomat
- Ferdinand von Wimpffen (1805–1892), dänischer Forstmann
- Franz Emil Lorenz Wimpffen (1797–1870), österreichischer General
- Franz Ludwig Wimpffen (1732–1800), Offizier in französischen Diensten
- Friedrich Hermann von Wimpffen (1784–1845), württemberger Generalmajor
- Georg Siegmund von Wimpffen (1735–1816), österreichischer Feldmarschalleutnant
- Maximilian von Wimpffen (1770–1854), österreichischer Feldmarschall
- Siegfried von Wimpffen (1865–1929), Erbe des Großbankiers Simon Baron Sina
- Pauline von Montgelas (geb. Gräfin  von Wimpffen; 1874–1961), deutsche Frauenrechtlerin
- Victor von Wimpffen (1834–1897), österreichischer Korvettenkapitän